# Trichocereus cuzcoensis
Trichocereus cuzcoensis ist eine Pflanzenart aus der Gattung Trichocereus in der Familie der Kakteengewächse (Cactaceae). Das Artepitheton cuzcoensis verweist auf das Vorkommen der Art nahe der peruanischen Stadt Cusco.

## Beschreibung
Trichocereus cuzcoensis wächst baumförmig mit zahlreichen, etwas ausgebreiteten Zweigen und erreicht Wuchshöhen von 5 bis 6 Meter. Die zylindrischen Triebe sind grün. Es sind sieben bis acht niedrige und gerundete Rippen vorhanden. Die auf ihnen befindlichen Areolen stehen 1 bis 1,5 Zentimeter voneinander entfernt. Aus ihnen entspringen etwa zwölf sehr kräftige, steife Dornen, die an ihrer Basis angeschwollen sind. Die Dornen weisen eine Länge von bis zu 7 Zentimeter auf.
Die trichterförmigen, weißen Blüten duften. Sie sind am Tag und in der Nacht geöffnet. Die Blüten sind 12 bis 14 Zentimeter lang.

## Verbreitung, Systematik und Gefährdung
Trichocereus cuzcoensis ist in der peruanischen Region Cusco in Höhenlagen von 3100 bis 3600 Metern verbreitet.
Die Erstbeschreibung durch Nathaniel Lord Britton und Joseph Nelson Rose wurde 1920 veröffentlicht. Nomenklatorische Synonyme sind Cereus cuzcoensis (Britton & Rose) Werderm. (1931) und Echinopsis cuzcoensis (Britton & Rose) H.Friedrich & G.D.Rowley (1974).
In der Roten Liste gefährdeter Arten der IUCN wird die Art als „Least Concern (LC)“, d. h. als nicht gefährdet geführt.

## Nutzung
Aus den Blüten wird Tee zubereitet, der medizinisch genutzt wird.

## Nachweise